# Solfarata
Solfarata è una frazione di Roma Capitale, situata in zona Z. XXIII Castel di Leva, nel territorio del Municipio Roma IX (ex Municipio Roma XII).
Sorge al diciassettesimo km di via Ardeatina, sul confine con il comune di Pomezia.
È posta sul lato sud di via della Solfarata, a ovest della frazione di Santa Palomba.
La frazione è a carattere industriale.

## Monumenti e luoghi d'interesse

### Architetture civili
- Tor Tignosa, su via della Solfarata. Torre medioevale. 41.706593°N 12.54063°E
- Casale della Solforata, su via della Solfarata. Casale del XVII secolo. 41.700272°N 12.535334°E

### Architetture religiose
- Cappella di San Pietro Chanel, su via della Solfarata. Chiesa del XVII secolo (1673). 41.7005°N 12.535634°E

Luogo sussidiario di culto della parrocchia San Romualdo Abate a Monte Migliore.

### Aree naturali
- Riserva naturale di Decima-Malafede, settore a est di via Laurentina. 41.704325°N 12.5368°E